# Pardachirus morrowi
Pardachirus morrowi is een straalvinnige vissensoort uit de familie van eigenlijke tongen (Soleidae). De wetenschappelijke naam van de soort is voor het eerst geldig gepubliceerd in 1954 door Paul Chabanaud.